# Ciecierówka (Białoruś)
Ciecierówka (biał. Цецяроўка, Cieciarouka, ros. Тетерёвка, Tietieriowka) – wieś na Białorusi, w obwodzie grodzieńskim, w rejonie brzostowickim, w sielsowiecie Pograniczny.

## Geografia
Wieś położona jest 53 km na wschód od Białegostoku, 3,5 km od granicy polsko-białoruskiej, na północnym brzegu rzeki Ciecierówki, w oficjalnej strefie przygranicznej Białorusi. Zabudowa rozmieszczona jest wzdłuż jednej drogi ciągnącej się ze wschodu na zachód. W przeszłości we wsi istniała prawosławna cerkiew pw. Opieki Matki Boskiej, zbudowana w XIX wieku.

## Historia
Wieś magnacka położona była w końcu XVIII wieku w powiecie grodzieńskim województwa trockiego. W czasach zaborów nazwę Ciecierówka nosiły wieś i folwark. Znajdowały się one w granicach Imperium Rosyjskiego, w guberni grodzieńskiej, w powiecie grodzieńskim, w gminie Brzostowica Wielka. W 1902 roku folwark należał do dóbr Brzostowica Wielka. W czasie I wojny światowej miejscowość była okupowana przez Niemców. Na początku 1919 roku, po ich wycofaniu się, została zajęta przez Wojsko Polskie. 7 czerwca 1919 roku, wraz z całym powiatem grodzieńskim, weszła w skład okręgu wileńskiego Zarządu Cywilnego Ziem Wschodnich. Ok. 24 lipca 1920 roku, podczas ofensywy Tuchaczewskiego, została zajęta przez Armię Czerwoną, następnie odzyskana przez Polskę. 20 grudnia 1920 roku włączona wraz z powiatem do okręgu nowogródzkiego. Na mocy traktatu ryskiego formalnie weszła w skład II Rzeczyspolitej. Od 19 lutego 1921 roku w województwie białostockim, w powiecie grodzieńskim, w gminie Brzostowica Wielka. We wrześniu 1921 roku nazwę Ciecierówka nosiły: wieś, folwark i dwie leśniczówki. Według Powszechnego Spisu Ludności z 1921 roku wieś zamieszkiwało 170 osób, 5 było wyznania rzymskokatolickiego, 164 prawosławnego a 1 mojżeszowego. We wsi były 23 domy mieszkalne i 3 zamieszkane zabudowania innego typu, natomiast w folwarku – 4 domy mieszkalne. W 1930 roku we wsi były 63 budynki, poczta i telefon. Do 1939 roku folwark należał do rodziny Niemcewiczów, potomków polskiego poety Juliana Ursyna Niemcewicza.
W wyniku napaści ZSRR na Polskę we wrześniu 1939 roku miejscowość znalazła się pod okupacją radziecką. 2 listopada została włączona do Białoruskiej SRR. 4 grudnia 1939 roku włączona do nowo utworzonego obwodu białostockiego. Od czerwca 1941 roku pod okupacją niemiecką. 22 lipca 1941 roku włączona w skład okręgu białostockiego III Rzeszy. W 1944 roku ponownie zajęta przez wojska radzieckie i włączona do obwodu grodzieńskiego Białoruskiej SRR. Od 1991 roku w składzie niepodległej Białorusi.

## Demografia
Według spisu powszechnego z 30 września 1921 roku wieś zamieszkana była przez 170 osób, w tym 164 Białorusinów, 5 Polaków i 1 Żyda. Prawosławie wyznawało 164 mieszkańców wsi, katolicyzm – 5, judaizm – 1. Folwark zamieszkany był przez 66 osób, wyłącznie Polaków, z których 37 było prawosławnymi, a 29 katolikami. Leśniczówki nie posiadały stałych mieszkańców.